# Timogenes mapuche
Espèce
Timogenes mapuche est une espèce de scorpions de la famille des Bothriuridae.

## Distribution
Cette espèce est endémique d'Argentine. Elle se rencontre dans les provinces de Río Negro, de Neuquén et de Mendoza.

## Description
Le mâle holotype mesure 65,2 mm et la femelle paratype 55,62 mm.

## Publication originale
- Maury, 1975 : Escorpiofauna patagonica. l. Sobre una nueva especie del genero Timogenes Simon 1880 (Bothriuridae). Physis Buenos Aires, sér. C, vol. 34, no 88, p. 65-74.